# 新安街道 (无锡市)
新安街道，是中华人民共和国江苏省无锡市新吴区下辖的一个乡镇级行政单位。

## 沿革
2006年11月22日，中共无锡市委、无锡市人民政府通知，设立新安街道办事处，隶属于新区管委会。

## 行政区划
新安街道下辖以下地区：
新安社区、新庄社区、净慧寺社区、中华社区、华联社区、新虹社区、沙墩港社区、李东社区、新安花苑第一社区、新安花苑第二社区和新安花苑第三社区。